# Natik Bagirov
Natik (Natig) Bagirov (* 7. září 1964 Baku) je bývalý sovětský a ázerbájdžánský zápasník–sambista, judista, který po rozpadu Sovětského svazu v roce 1991 reprezentoval Bělorusko.

## Sportovní kariéra
Zápasení se věnoval od svých 11 let v rodném Baku. V roce 1987 šel za lepšími tréninkovými podmínkami do Minsku, odkud se dostal do širšího výběru reprezentace Sovětského svazu v zápasu sambo. Po rozpadu Sovětského svazu v roce 1991 přijal běloruské občanství a záhy se prosadil do sambistické a judistické reprezentace. V zápasu sambo je trojnásobným mistrem světa a čtyřnásobným mistrem Evropy. Prvních úspěchů v judu dosahoval od roku 1994. V roce 1995 se třetím místem na mistrovství světa v Čibě kvalifikoval na olympijské hry v Atlantě v roce 1996. Ve druhém kole olympijského turnaje nestačil na Němce Richarda Trautmanna, ale přes opravy se probojoval do boje o třetí místo proti Mongolu Narmandachovi. Po vyrovnaném úvodu nezachytil v polovině zápasu soupeřův výpad sode-curikomi-goši na ippon a obsadil 5. místo. V roce 1999 se třetím místem na mistrovství světa v Birminghamu kvalifikoval na olympijské hry v Sydney v roce 2000. V 36 letech vypadl ve druhém kole s Ázerbájdžáncem Elčinem Ismajilovem na ippon po technice eri-seoi-nage. Sportovní kariéru ukončil v roce 2002. Věnuje se trenérské práci. V roce 2004 dokoučoval Igora Makarova k zisku zlaté olympijské medaile na olympijských hrách v Athénách.

## Výsledky

### Judo
| Turnaj             | 1993            | 1994            | 1995            | 1996            | 1997            | 1998            | 1999            | 2000            | 2001            |
| Turnaj             | 29              | 30              | 31              | 32              | 33              | 34              | 35              | 36              | 37              |
| Turnaj             | superlehká váha | superlehká váha | superlehká váha | superlehká váha | superlehká váha | superlehká váha | superlehká váha | superlehká váha | superlehká váha |
| ------------------ | --------------- | --------------- | --------------- | --------------- | --------------- | --------------- | --------------- | --------------- | --------------- |
| Olympijské hry     |                 |                 |                 | 5.              |                 |                 |                 | úč.             |                 |
| Mistrovství světa  | úč.             |                 | 3.              |                 | —               |                 | 3.              |                 | úč.             |
| Mistrovství Evropy | —               | —               | 3.              | 5.              | —               | —               | 3.              | —               | —               |

### Sambo
| Turnaj             | 1991   | 1992   | 1993   | 1994   | 1995   | 1996   | 1997   | 1998   | 1999   |
| Turnaj             | 27     | 28     | 29     | 30     | 31     | 32     | 33     | 34     | 35     |
| Turnaj             | −62 kg | −62 kg | −62 kg | −62 kg | −62 kg | −62 kg | −62 kg | −62 kg | −62 kg |
| ------------------ | ------ | ------ | ------ | ------ | ------ | ------ | ------ | ------ | ------ |
| Mistrovství světa  | 1.     | 1.     | ?      | ?      | ?      | —      | 2.     | 1.     | 3.     |
| Mistrovství Evropy | —      | 1.     | ?      | 1.     | 1.     | ?      | ?      | 1.     | —      |